# Eleições parlamentares europeias de 2019 (Bulgária)
As eleições parlamentares europeias de 2019 na Bulgária foram ser realizadas a 26 de Maio e serviram para eleger os 17 deputados nacionais para o Parlamento Europeu.

## Composição (Fim do Mandato em 2019)

### Partidos Nacionais
| Partido | Partido                               | Deputados | Grupo                                             |
| ------- | ------------------------------------- | --------- | ------------------------------------------------- |
|         | Cidadãos pelo Desenvolvimento Europeu | 6 / 17    | Grupo do Partido Popular Europeu                  |
|         | Partido Socialista Búlgaro            | 4 / 17    | Aliança Progressista dos Socialistas e Democratas |
|         | Movimento pelos Direitos e Liberdades | 4 / 17    | Aliança dos Liberais e Democratas pela Europa     |
|         | Recarregar a Bulgária                 | 1 / 17    | Reformistas e Conservadores Europeus              |
|         | IMRO - Movimento Nacional Búlgaro     | 1 / 17    | Reformistas e Conservadores Europeus              |
|         | Democratas por uma Bulgária Forte     | 1 / 17    | Grupo do Partido Popular Europeu                  |

### Grupos Parlamentares
| Grupo | Grupo                                             | Deputados |
| ----- | ------------------------------------------------- | --------- |
|       | Grupo do Partido Popular Europeu                  | 7 / 17    |
|       | Aliança Progressista dos Socialistas e Democratas | 4 / 17    |
|       | Aliança dos Liberais e Democratas pela Europa     | 4 / 17    |
|       | Reformistas e Conservadores Europeus              | 2 / 17    |

## Partidos Concorrentes
Os principais partidos concorrentes são os seguintes:
| Partido | Partido | Cabeça de Lista           | Afiliação Europeia                                       |
| ------- | --- | ------------------------- | -------------------------------------------------------- |
|         | Cidadãos pelo Desenvolvimento Europeu - União das Forças Democráticas                                                                         | Mariya Gabriel            | Partido Popular Europeu                                  |
|         | Partido Socialista Búlgaro - Partido Comunista da Bulgária - Ecoglasnost - Novo Amanhecer - União Agrária "Aleksandar Stamboliyski" - Trakiya | Elena Yoncheva            | Partido Socialista Europeu                               |
|         | Movimento pelos Direitos e Liberdades | Mustafa Sally Carraday    | Partido da Aliança dos Liberais e Democratas pela Europa |
|         | IMRO - Movimento Nacional Búlgaro | Angel Dzhambazki          |                                                          |
|         | Bulgária Democrática - Democratas por uma Bulgária Forte - Os Verdes - Sim, Bulgária!                                                         | Radan Kanev               | - Partido Popular Europeu - Partido Verde Europeu        |
|         | Alternativa para o Renascimento Búlgaro | Rumen Petkov              |                                                          |
|         | Frente Nacional para Salvação da Bulgária | Valeri Simeonov           |                                                          |
|         | Ataque | Georgi Nikolov Dimov      |                                                          |
|         | Volya | Veselin Naydenov Mareshki | Aliança Europeia dos Povos e das Nações                  |

## Resultados Nacionais
| Partido                 | Partido                                          | Votos     | %               | +/-   | Deputados | +/-     |
| ----------------------- | ------------------------------------------------ | --------- | --------------- | ----- | --------- | ------- |
|                         | Cidadãos pelo Desenvolvimento Europeu            | 607 194   | 31,07 / 100,00  | 0,67  | 6 / 17    | Estável |
|                         | Partido Socialista Búlgaro                       | 474 160   | 24,26 / 100,00  | 5,33  | 5 / 17    | 1       |
|                         | Movimento pelos Direitos e Liberdades            | 323 510   | 16,55 / 100,00  | 0,72  | 3 / 17    | 1       |
|                         | IMRO - Movimento Nacional Búlgaro                | 143 830   | 7,36 / 100,00   | -     | 1 / 17    | -       |
|                         | Bulgária Democrática                             | 118 484   | 6,06 / 100,00   | 0,08  | 1 / 17    | Estável |
|                         | Volya                                            | 70 830    | 3,62 / 100,00   | Novo  | 0 / 17    | Novo    |
|                         | Desislava Ivancheva (Candidato Independente)     | 30 310    | 1,55 / 100,00   | Novo  | 0 / 17    | Novo    |
|                         | Mincho Kuminev (Candidato Independente)          | 22 992    | 1,18 / 100,00   | Novo  | 0 / 17    | Novo    |
|                         | Frente Nacional para Salvação da Bulgária        | 22 421    | 1,15 / 100,00   | -     | 0 / 17    | -       |
|                         | Movimento Nacional pela Estabilidade e Progresso | 21 315    | 1,09 / 100,00   | -     | 0 / 17    | -       |
|                         | Ataque                                           | 20 906    | 1,07 / 100,00   | 1,84  | 0 / 17    | Estável |
|                         | Renascimento                                     | 20 319    | 1,04 / 100,00   | Novo  | 0 / 17    | Novo    |
|                         | Outros (com menos de 1,00%)                      | 200 099   | 7,03 / 100,00   |       | 0 / 17    |         |
| Votos Inválidos         | Votos Inválidos                                  | 80 238    | 3,83 / 100,00   | 1,35  |           |         |
| Total                   | Total                                            | 2 095 561 | 100,00 / 100,00 |       | 17 / 17   |         |
| Eleitorado/Participação | Eleitorado/Participação                          | 6 288 656 | 32,64 / 100,00  | 3,51  |           |         |
| Fonte                   | Fonte                                            | [ 3 ]     | [ 3 ]           | [ 3 ] | [ 3 ]     | [ 3 ]   |

## Nova Composição

### Partidos Nacionais
| Partido | Partido                               | Deputados | Grupo                                             |
| ------- | ------------------------------------- | --------- | ------------------------------------------------- |
|         | Cidadãos pelo Desenvolvimento Europeu | 6 / 17    | Grupo do Partido Popular Europeu                  |
|         | Partido Socialista Búlgaro            | 5 / 17    | Aliança Progressista dos Socialistas e Democratas |
|         | Movimento pelos Direitos e Liberdades | 3 / 17    | Renovar Europa                                    |
|         | IMRO - Movimento Nacional Búlgaro     | 1 / 17    | Reformistas e Conservadores Europeus              |
|         | Bulgária Democrática                  | 1 / 17    | Grupo do Partido Popular Europeu                  |

### Grupos Parlamentares
| Grupo | Grupo                                             | Deputados |
| ----- | ------------------------------------------------- | --------- |
|       | Grupo do Partido Popular Europeu                  | 7 / 17    |
|       | Aliança Progressista dos Socialistas e Democratas | 5 / 17    |
|       | Renovar Europa                                    | 3 / 17    |
|       | Reformistas e Conservadores Europeus              | 1 / 17    |